# Görvälns koloniträdgårdsförening

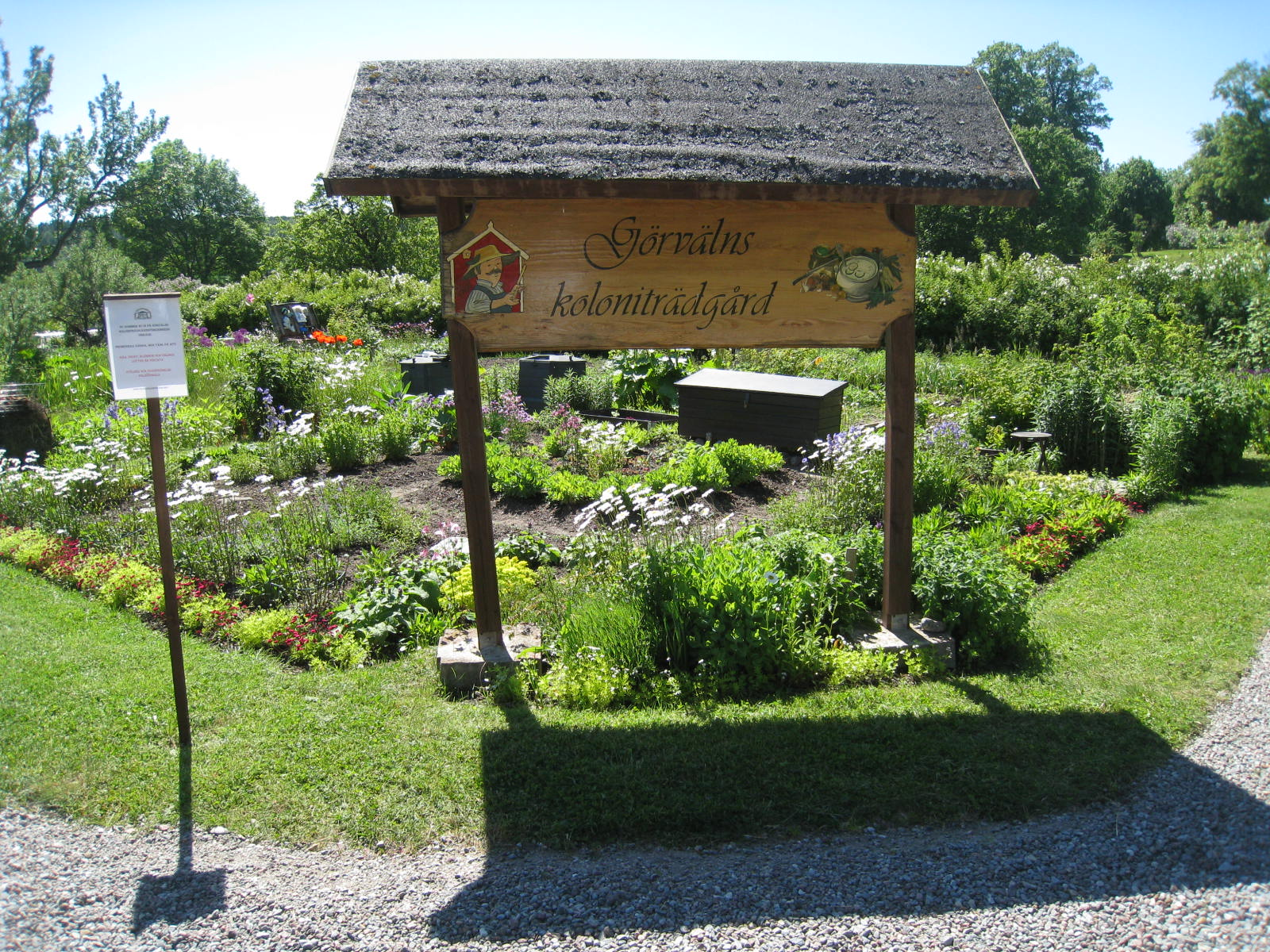
Entréskylten till Görvälns koloniträdgård.

Görvälns koloniträdgårdsförening bildades i februari 1990. Koloniområdet med odlingslotter är beläget sydöst om Görvälns slott i Järfälla kommun i Stockholms län. Sedan 1984 hade delar av området använts till säsongsodling. Föreningen är medlem i Koloniträdgårdsförbundet, en rikstäckande organisation med 26 000 medlemmar. Som medlem i Koloniträdgårdsförbundet arbetar föreningen systematiskt med miljöarbetet för att värna om en bra miljö och gynna den biologiska mångfalden. På kolonilotterna odlas grönsaker, bär och blommor enligt ekologiska principer. 

## Historik

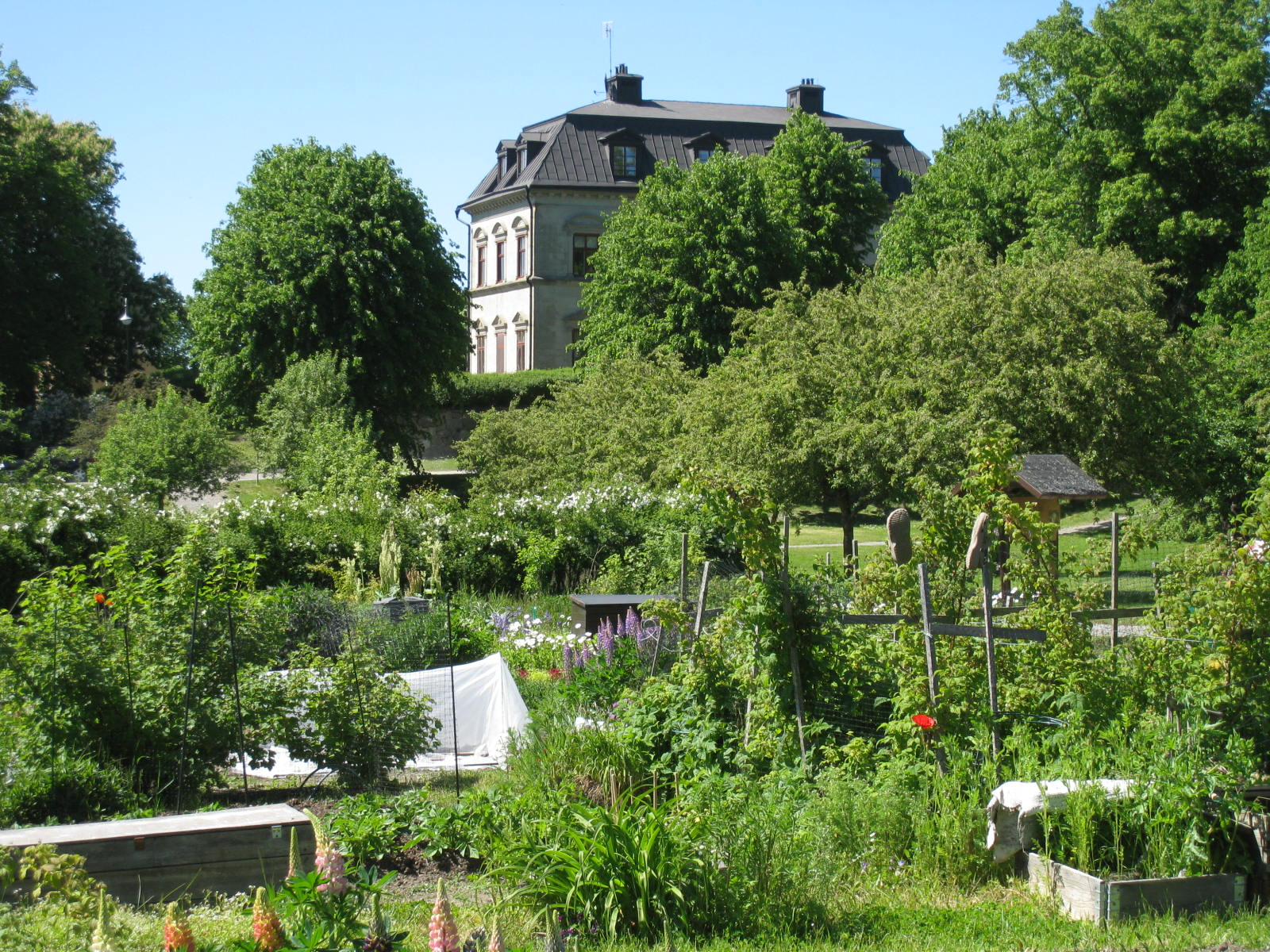
Görvälns koloniträdgård ligger i gammal kulturmiljö sydöst om Görvälns slott.

Marken där Görvälns koloniträdgårdslotter idag ligger har sedan mitten av 1800-talet använts för köksväxtodling samt frukt- och bärodling. Det finns äppelträd och päronträd från denna tid. Träden är 150 år gamla, men de bär fortfarande frukt, till exempel Åkeröäpplen.
Järfälla kommun beslöt 1989 att området skulle bestå av permanenta odlingslotter. Dåvarande stadsträdgårdsmästare Ulrich Frohnert gjorde förslag till utformningen. Förslaget gjordes med den engelska trädgården som förebild med slutna kvarter omgivna av breda gångar och gräsytor. Idag består området av 11 000 kvm mark, varav 6 250 kvm är odlingslotter. Det finns för närvarande 92 odlingslotter, som dock inte får bebyggas med kolonistugor.
Redan vid starten beslöts att området skulle skötas enligt ekologiska principer, det vill säga inga kemiska bekämpningsmedel  får användas och endast naturgödsel eller KRAV-godkänt gödsel skulle användas. Kompostering ska ske på den egna odlingslotten.
När Agenda 21 projektet genomfördes i Järfälla kommun åren 1994-1998 beslutades att området skulle bevattnas med sjövatten. Koloniområdet ingår i Görvälns naturreservat och är kulturmärkt. Därför ställs speciella krav på utformning av byggnader samt vissa krav på redskapslådor, komposter, spaljéer och häckar.

## Bildgalleri

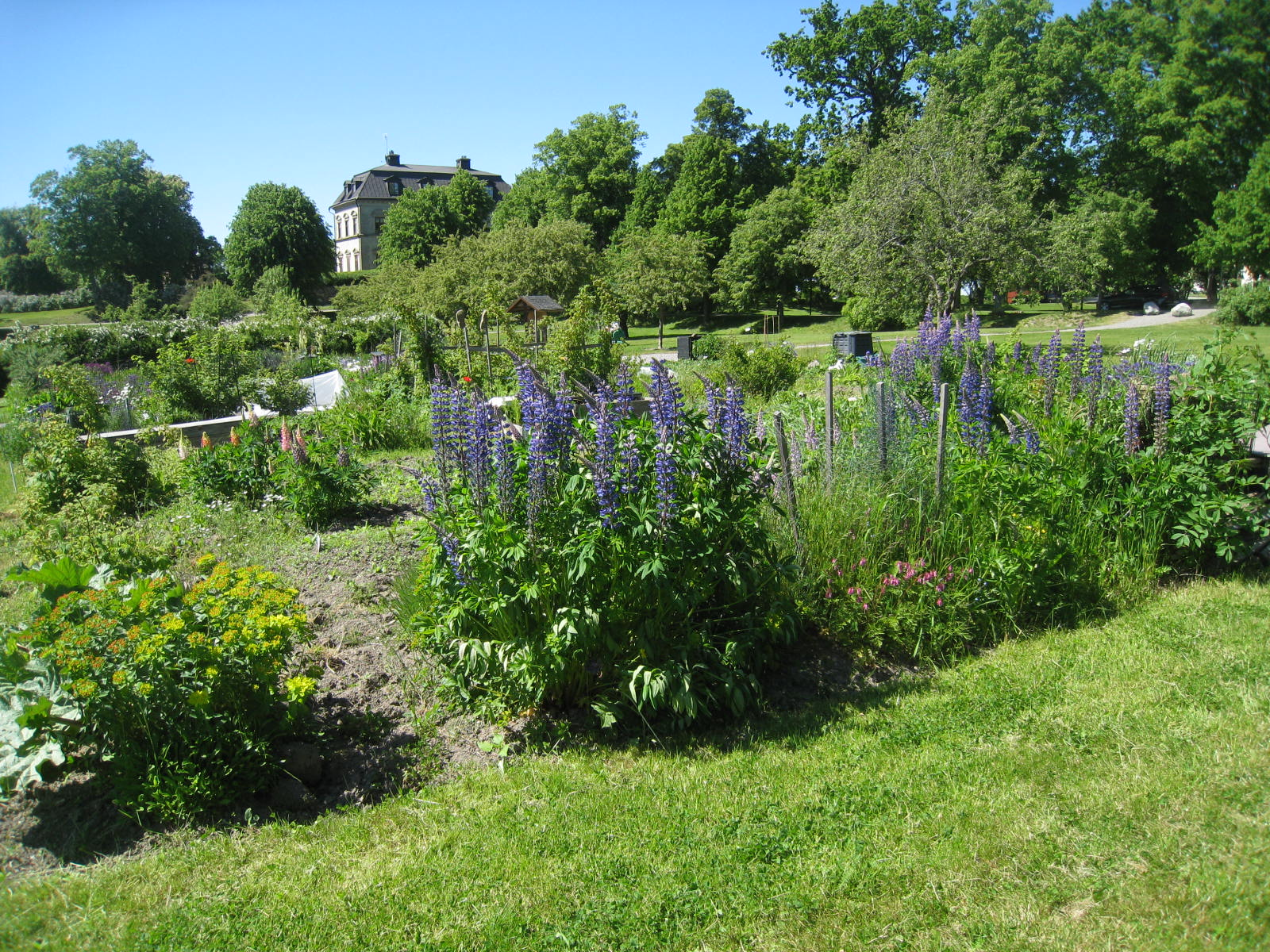
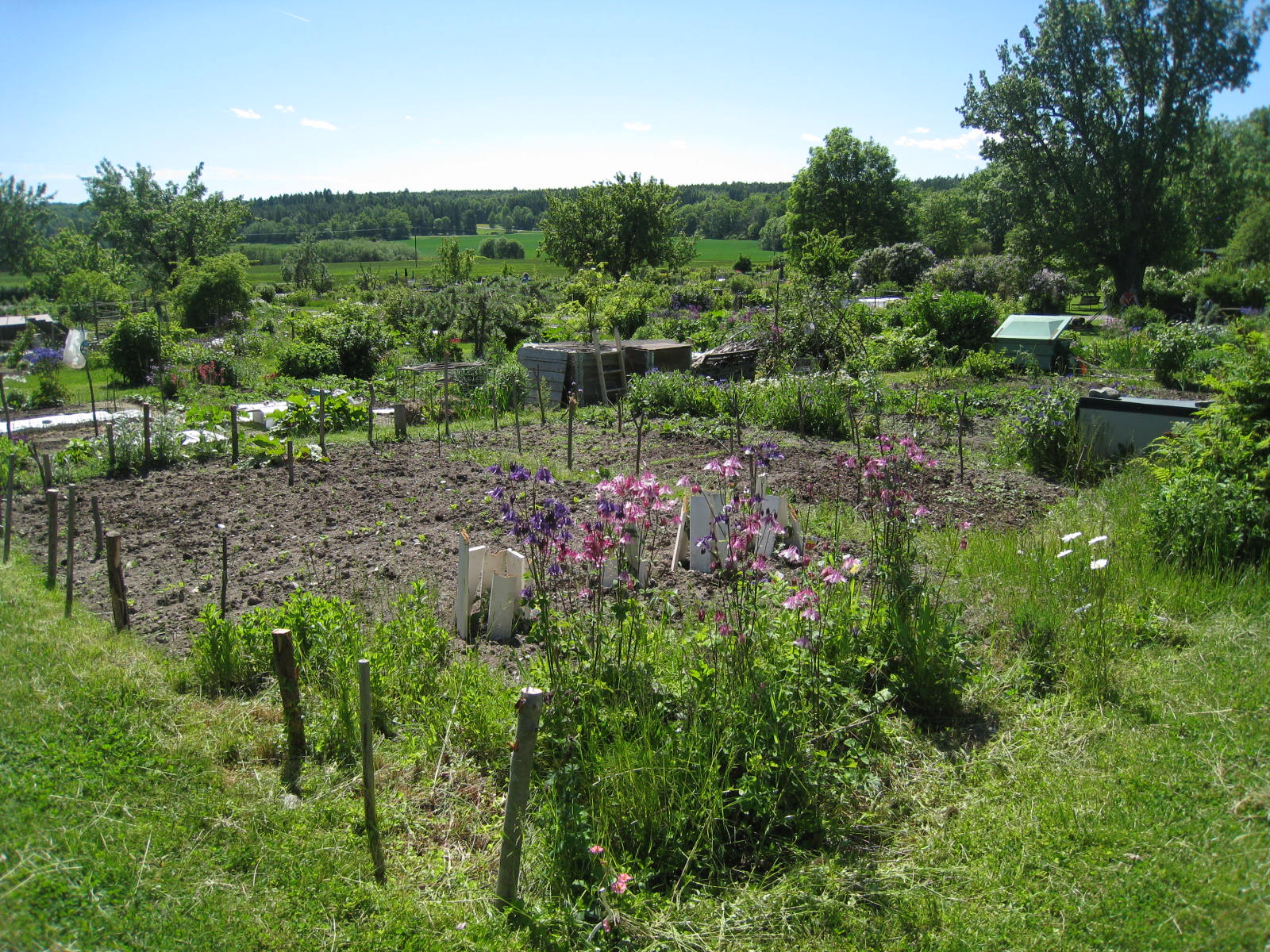
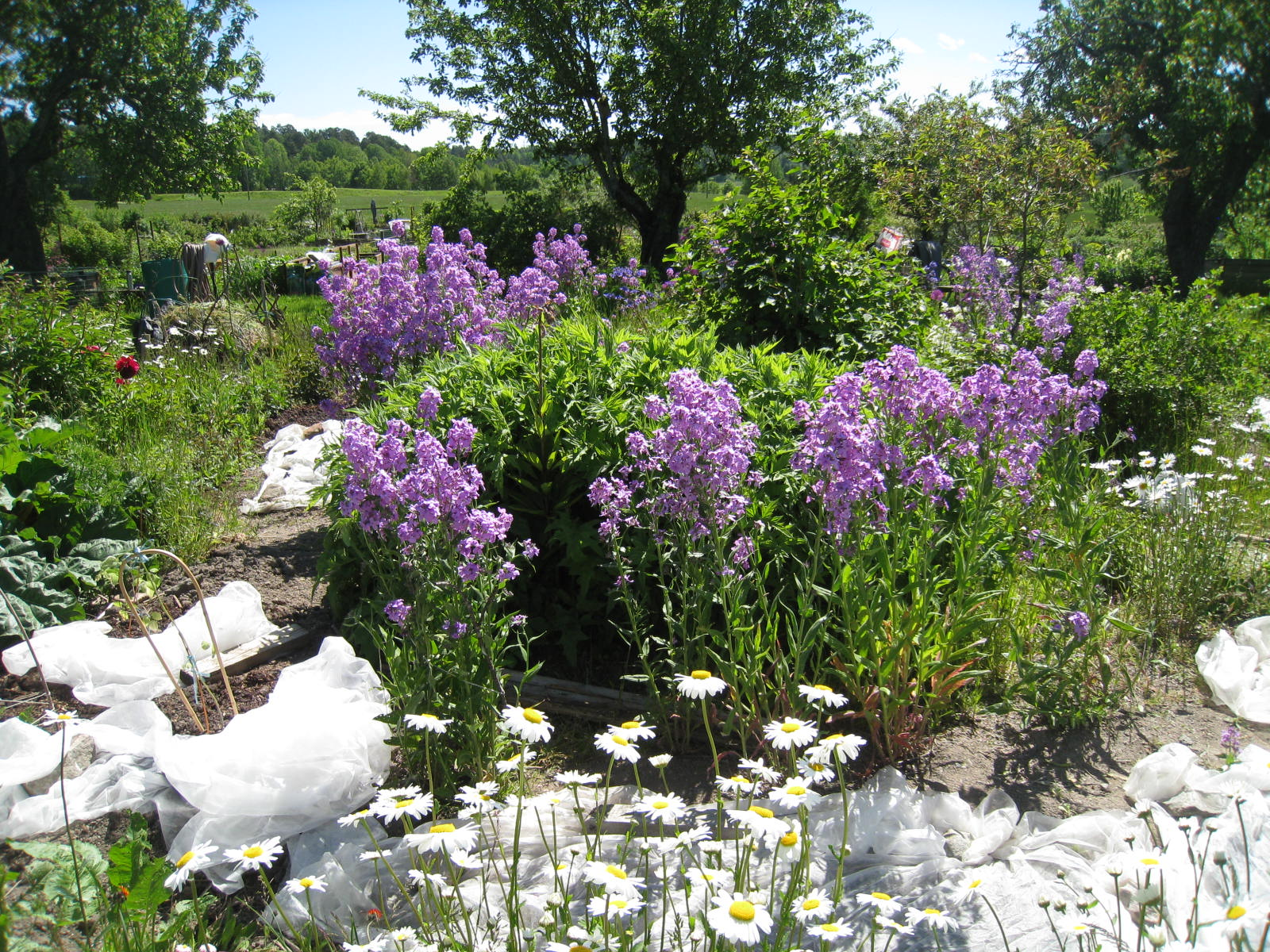
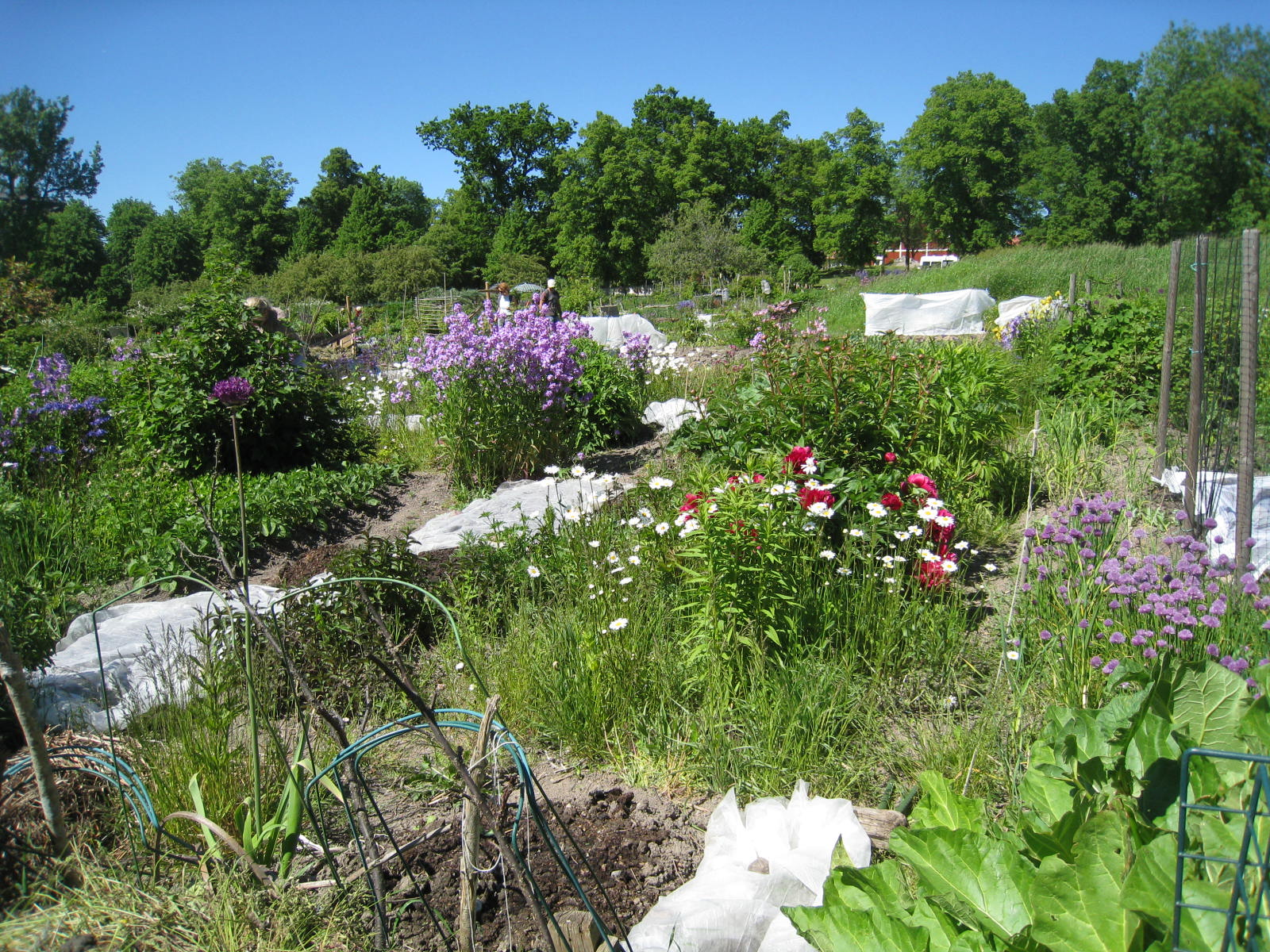